# Batist
Batist est un dessinateur français de bande dessinée né en 1982 à Chambéry.

## Biographie
Batist a grandi en Savoie. Après avoir obtenu son diplôme à l'ENAAI à Chambéry (enseignement aux arts appliqués et à l'image), Batist rencontre Tarek lors du salon bande dessinée d'Évian dans lequel il est invité comme dessinateur dans le fanzine azil'zine. Avec Tarek et Aurélien Morinière, ils réalisent d'abord Les chaussettes trouées série de bande dessinée en trois tomes, puis Les poussins de l'espace. En plus de la bande dessinée, Batist est illustrateur et photographe. 

## Œuvres

### Éditions Glénat
- Résistants Oubliés (Avec Olivier Jouvray et Kamel Mouellef) – 2015

### Tartamudo
- Turcos, le jasmin et la boue (Avec Tarek) – 2011

### Zephyr
- Emergency  (histoire courte dans un album collectif) – 2010
- Emergency 2 (illustrations d'un récit d'aviation dans un album collectif) —2011

### Télégramme
- Brest en bulle  (histoire courte dans un album collectif) – 2010

### EP jeunesse
- Les chaussettes trouées (Avec Tarek) – série complète
  1. La guerre du slip - 2006
  2. Les parisiens - 2006
  3. La pension - 2008

- Les Poussins de l’espace (Avec Tarek)
  1. La fusée d’Achille - 2008
  2. J’ai marché sur la Lune ! - 2009

### Autres
- Nos rêves en bulles- 2007
- La parité homme-femme - 2008

## Expositions
- Les chaussettes trouées
  - Voyages en bandes dessinées en gare Montparnasse[4], 2006
  - Voyages en bandes dessinées en gare Saint Lazarre[5], 2006